# Ryōhei Uchida (acteur)
Ryōhei Uchida (内田良平, Uchida Ryōhei), né le 5 février 1924 et mort le 15 juin 1984, est un acteur japonais.

## Biographie
Ryōhei Uchida a tourné dans plus de 170 films entre 1952 et 1982.

## Filmographie partielle

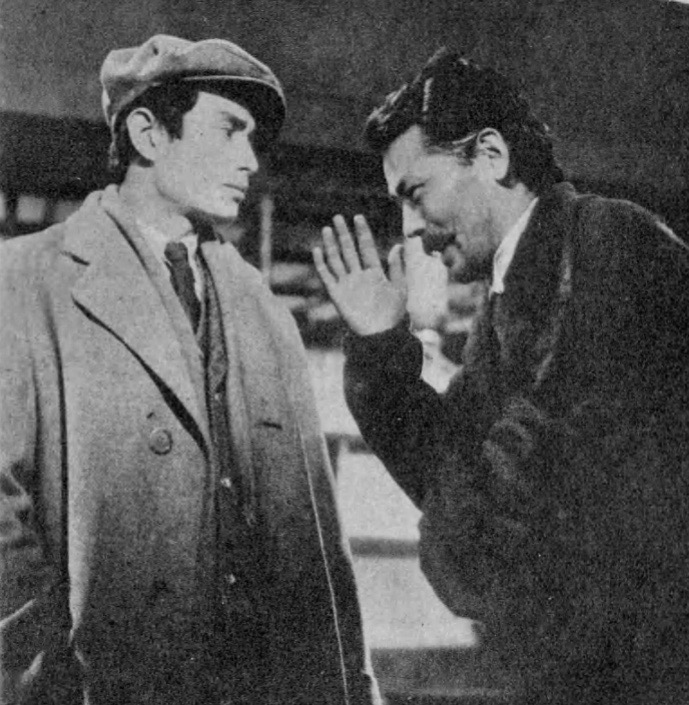
Ryōhei Uchida et Chishū Ryū dans Jinsei gekijō: dai ni bu (1953).

- 1952 : Jinsei gekijō: dai ichi bu (人生劇場 第一部 青春愛欲篇?) de Shin Saburi
- 1953 : Jinsei gekijō: dai ni bu (人生劇場 第二部 残侠風雲篇?) de Shin Saburi
- 1954 : Quelque part sous le ciel immense (この広い空のどこかに, Kono hiroi sora no dokoka ni?) de Masaki Kobayashi : Shinkichi
- 1956 : La Fontaine (泉, Izumi?) de Masaki Kobayashi
- 1956 : Aijō no kessan (愛情の決算?) de Shin Saburi
- 1956 : Seishun no oto (青春の音?) de Hideo Sekigawa
- 1956 : La Pièce aux murs épais (壁あつき部屋, Kabe atsuki heya?) de Masaki Kobayashi
- 1956 : Je t’achèterai (あなた買います, Anata kaimasu?) de Masaki Kobayashi : un journaliste
- 1958 : Le Guet-apens (張込み, Harikomi?) de Yoshitarō Nomura : M. Yamada
- 1959 : Wakai hyō no mure (若い豹のむれ?) d'Akinori Matsuo
- 1959 : Retour impossible (南国土佐を後にして, Nangoku tosa o ato ni shite?) de Buichi Saitō : Sadao Kitamura
- 1959 : La femme qui vient du fond de l'océan (海底から来た女, Kaitei kara kita onna?) de Koreyoshi Kurahara : Tsutsumi
- 1959 : Daigaku no abarenbō (大学の暴れん坊?) de Takumi Furukawa : Hōgen
- 1960 : La Loi pleine de blessures (傷だらけの掟, Kizū darakē no ōkite?) de Yutaka Abe
- 1960 : Visez cette voiture de police (１３号待避線より その護送車を狙え, Jūsangō taihisen yori: Sono gosōsha o nerae?) de Seijun Suzuki
- 1960 : Roku san-sei guren-tai (六三制愚連隊?) de Katsumi Nishikawa
- 1960 : Wataridori itsu mata kaeru (渡り鳥いつまた帰る?) de Buichi Saitō
- 1960 : Ligne zéro clandestine (密航０ライン, Mikkō zero rain?) de Seijun Suzuki
- 1961 : Kidō sōsahan (機動捜査班?) d'Isamu Kosugi : Ōta
- 1963 : Les Treize Tueurs (十三人の刺客, Jūsan-nin no shikaku?) d'Eiichi Kudō : Hanbei Onigashira
- 1964 : L'Indomptable d'Edo (車夫遊侠伝 喧嘩辰, Shafu yūkyōden: Kenka Tatsu?) de Tai Katō : Tatsugoro
- 1968 : Daikanbu: Burai (大幹部 無頼?) de Keiichi Ozawa : Gō Kiuchi
- 1968 : Higashi Shinakai (東シナ海?) de Tadahiko Isomi : Kunigorō Katayama
- 1969 : La Demeure de la rose noire (黒薔薇の館, Kurobara no yakata?) de Kinji Fukasaku : Kazama
- 1969 : Le Caïd de Yokohama (日本暴力団 組長, Nihon bōryoku-dan: Kumichō?) de Kinji Fukasaku : Tetsuo
- 1969 : Shinsen gumi (新選組?) de Tadashi Sawashima
- 1970 : Kamikaze X-27 (やくざ刑事, Yakuza deka?) de Yukio Noda (ja)
- 1970 : The Blind Woman's Curse (怪談昇り竜, Kaidan nobori ryu?) de Teruo Ishii : Aozora
- 1971 : Otoko no sekai (男の世界?) de Yasuharu Hasebe
- 1972 : Kage gari (影狩り?) de Toshio Masuda
- 1973 : Les Huit Vertus bafouées (ポルノ時代劇 忘八武士道, Poruno jidaigeki: Bōhachi bushidō?) de Teruo Ishii
- 1976 : Le Meurtrier de la jeunesse (青春の殺人者, Seishun no satsujinsha?) de Kazuhiko Hasegawa : le père de Jun
- 1982 : Dans l'ombre du loup (鬼龍院花子の生涯, Kiryūin Hanako no shōgai?) de Hideo Gosha : Hirazo Suenaga